# Chariot de supermarché
Un chariot ou charrette de supermarché, aussi appelé panier d'épicerie au Québec, est un chariot, métallique ou en matière plastique, conçu pour faciliter le transport des marchandises achetées dans un supermarché ou d'autres types de magasins.
Caddie est une marque, propriété de la société française Ateliers réunis Caddie. Le terme « caddie » est par antonomase entré dans le langage courant pour désigner un chariot de supermarché, bien que l'entreprise intervienne régulièrement pour s'opposer à ce que le nom de ses produits soit utilisé comme tel.

## Historique

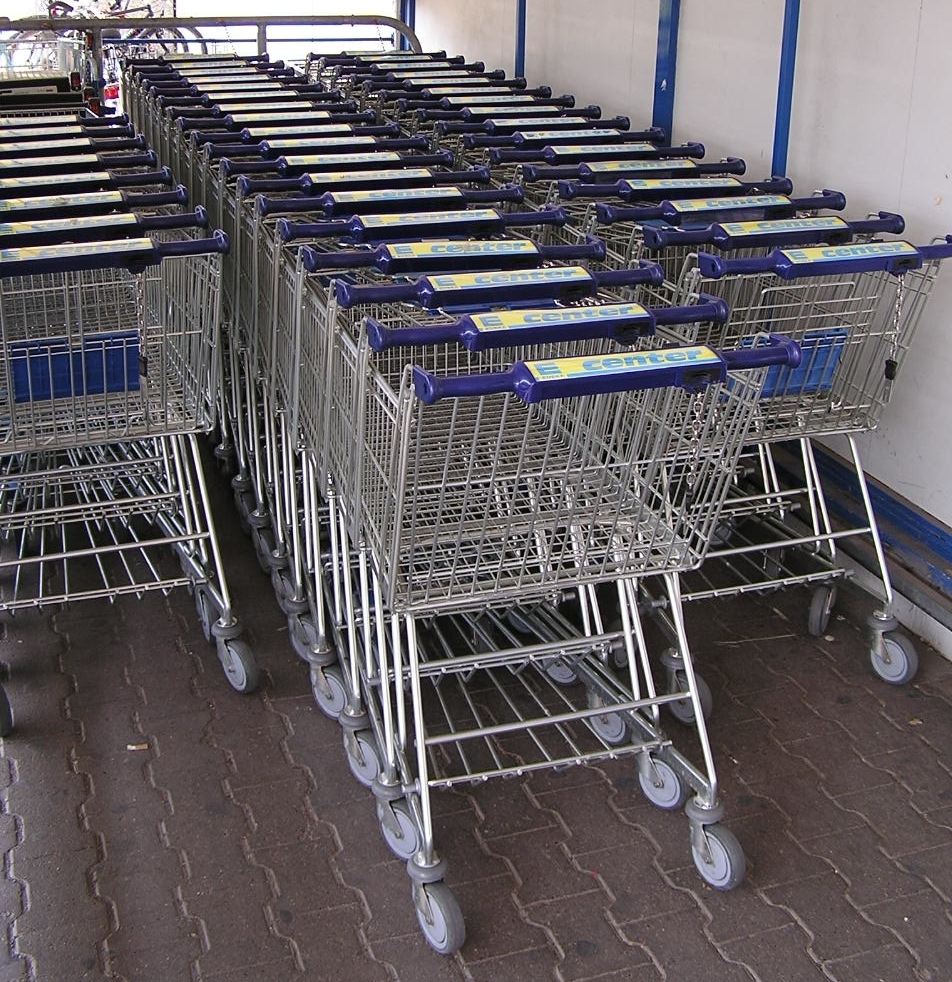
Rangées de chariots de supermarché.

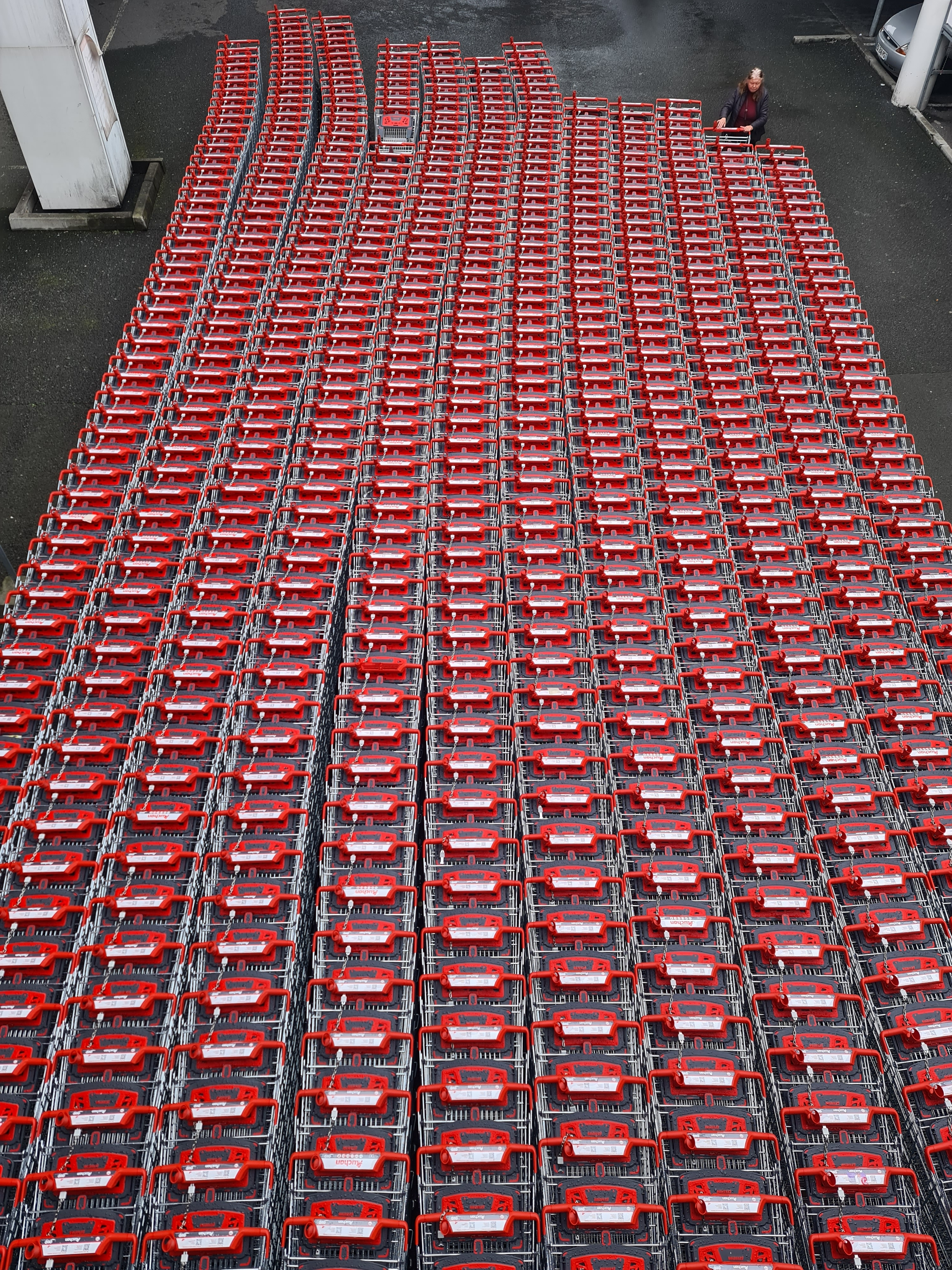
Rangées de chariots d'hypermarché sur le parking d'un centre commercial à Bordeaux (2023).

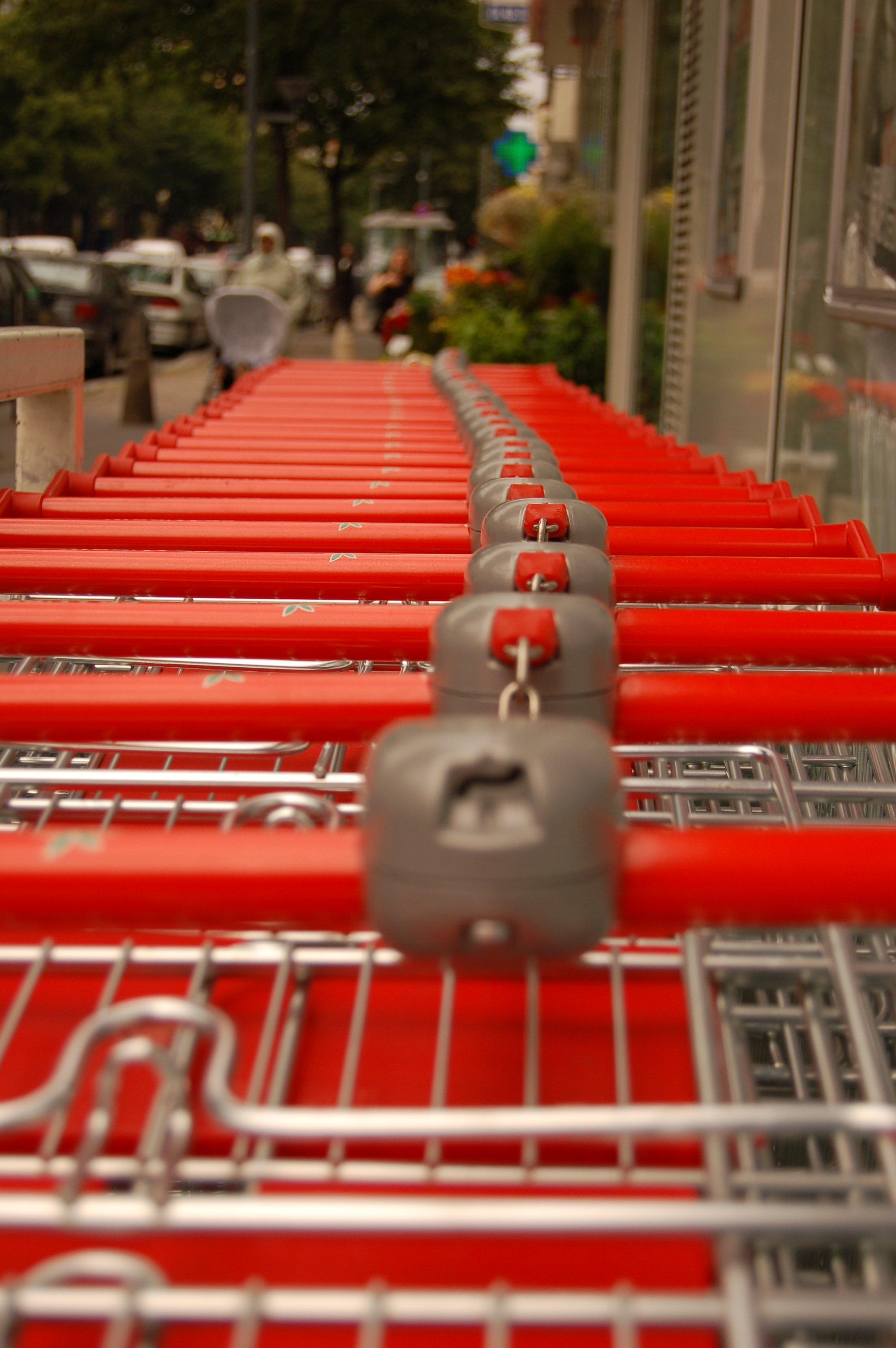
Chariots en fil d'acier équipés d'un monnayeur à pièce ou jeton.

En 1936, Sylvan N. Goldman conçoit l'ancêtre du chariot de supermarché, pliable, afin de permettre aux clients de sa chaîne de supermarchés de faire davantage d'achats ; il permet de poser deux paniers, l'un au-dessus de l'autre. Un exemplaire est depuis conservé à la Smithsonian Institution. Sylvan Goldman est également l'inventeur du chariot à bagages.
En 1946, Orla E. Watson conçoit des prototypes de chariots encastrables horizontalement ; contrairement au chariot de Goldman, les paniers sont cette fois inclus au chariot. Ces chariots, d'une capacité de 40 litres, sont par conséquent plus rapides à ranger après emploi ou à sortir de leur rangement en vue de leur utilisation.
En 1948, l'entreprise de Goldman commercialise des chariots encastrables semblables à ceux conçus par Watson, à panier unique, plus grand. L'entreprise de Watson engage des poursuites contre celle de Goldman, mais en 1949, Watson accorde à Goldman une licence exclusive (à l'exception de trois licences déjà accordées) d'exploitation du brevet qu'il a déposé.
Les Ateliers Réunis, une entreprise fondée en 1929 par Raymond Joseph (décédé en 1984) et ayant son siège à Drusenheim, en Alsace, fabrique également des chariots de manutention, des poussettes de marché, etc. Caddie détient, dans les années 1980, environ 80 % du marché européen du chariot de supermarché.[réf. nécessaire]
Le premier chariot Caddie est créé dans les années 1960, en Alsace, pour le compte des premières enseignes de supermarchés ; il est composé d'un bâti à roulettes sur lequel on accroche deux paniers métalliques, lesquels sont ensuite remplacés par un panier soudé au bâti, dans sa forme actuelle.[réf. nécessaire]
Pouvant atteindre une capacité de 240 litres, soit 210 kg de marchandises pour le modèle Standard, un chariot parcourt en moyenne 28 000 km dans sa durée de vie (maximum 7 ans) à 2 ou 6 km/h, ce qu'il fait qu'il transporte 10 000 fois son poids de marchandises. Il est le plus souvent constitué d'une cage en fil d'acier ou parfois en plastique (ce qui le rend compatible avec la facturation automatique par le moyen d'étiquettes RFID Radio-identification et de portiques dédiés).
Pour lutter contre le vol, les chariots ont été dotés de monnayeurs pendant plusieurs décennies. Toutefois, le monnayeur nécessite une pièce d'un montant particulier, et pour éviter cette contraintes, d'autres technologies anti-vol sont développées.

## Terminologie

### Nom «caddie»
Le mot anglais « caddie » (ou sa variante orthographique « caddy ») désigne à la base un garçon (un « cadet ») chargé de transporter les clubs de golf d'un joueur de golf, soit en portant le sac contenant les clubs, soit en tirant celui-ci sur un petit chariot. C'est ainsi que le « chariot de caddie », puis « caddie » tout court, est entré par la suite dans la langue française, et apparaît en 1952 dans le dictionnaire Le Robert sous cette définition : « petit chariot métallique pour transporter les denrées dans les libres-services et les bagages dans les gares ou les aéroports ».
En 1987, la société Ateliers réunis Caddie, qui fabrique entre autres des chariots de supermarché, dépose auprès de l'Institut national de la propriété industrielle la marque commerciale "Caddie",. Elle déposera également le nom « Caddy ». Ces marques sont régulièrement renouvelées depuis. L'utilisation de ces termes est donc soumise aux règles du droit des marques, qui exige qu'un signe conserve son caractère distinctif pour pouvoir prétendre à la protection et ne pas devenir un terme générique (à l'instar de « frigidaire » ou de « kleenex »).
La société Caddie intervient régulièrement pour protester contre les usages impropres de ses marques et s’opposer à ce qu’elles soient utilisées par antonomase comme synonymes de « chariot de supermarché ». Elle a notamment obtenu la condamnation de plusieurs journaux, comme Le Figaro ou Libération, pour avoir fait un tel usage de ce nom. Elle a demandé fin 2009 au Figaro de préciser que le terme « caddie » ne peut être employé comme synonyme de « chariot de supermarché ».
L'utilisation du nom « caddy » pour la Volkswagen Caddy a été soumise à une autorisation des Ateliers réunis Caddie accordée à Volkswagen.

## Adaptations
Le chariot de supermarché est généralement conçu pour asseoir un enfant face à la poignée et placer un casier de bouteilles sous le panier.
Il existe aussi des chariots pourvus d'un siège-bébé et d'autres adaptés aux personnes handicapées moteur, ainsi que des chariots de dimension réduite destinés aux enfants et généralement équipés d'un fanion permettant de les repérer à distance.

Quelques exemples de chariots adaptés
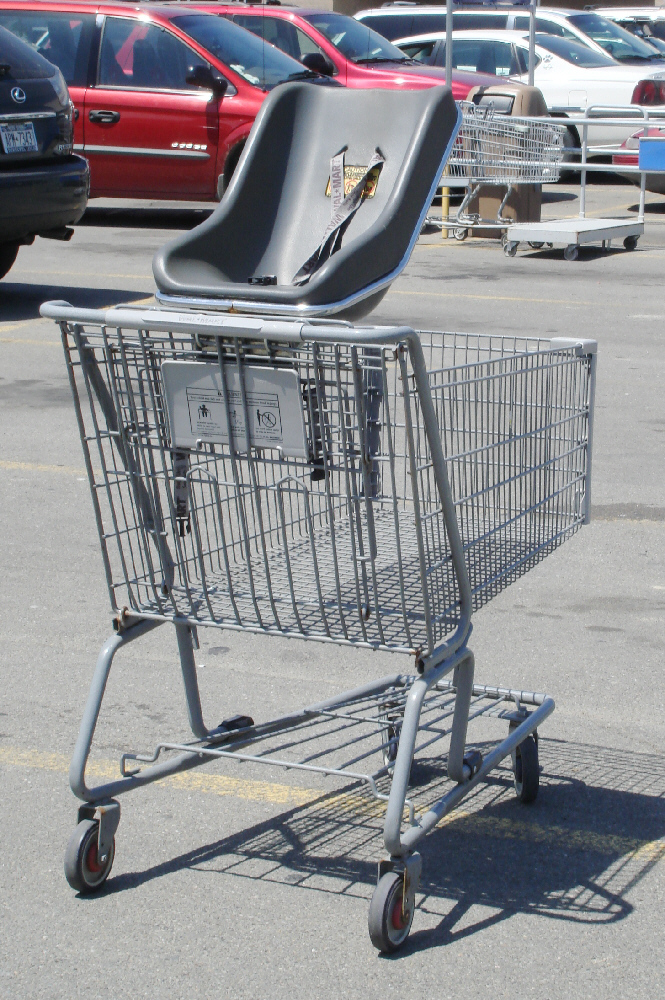
Chariot avec siège-bébé.
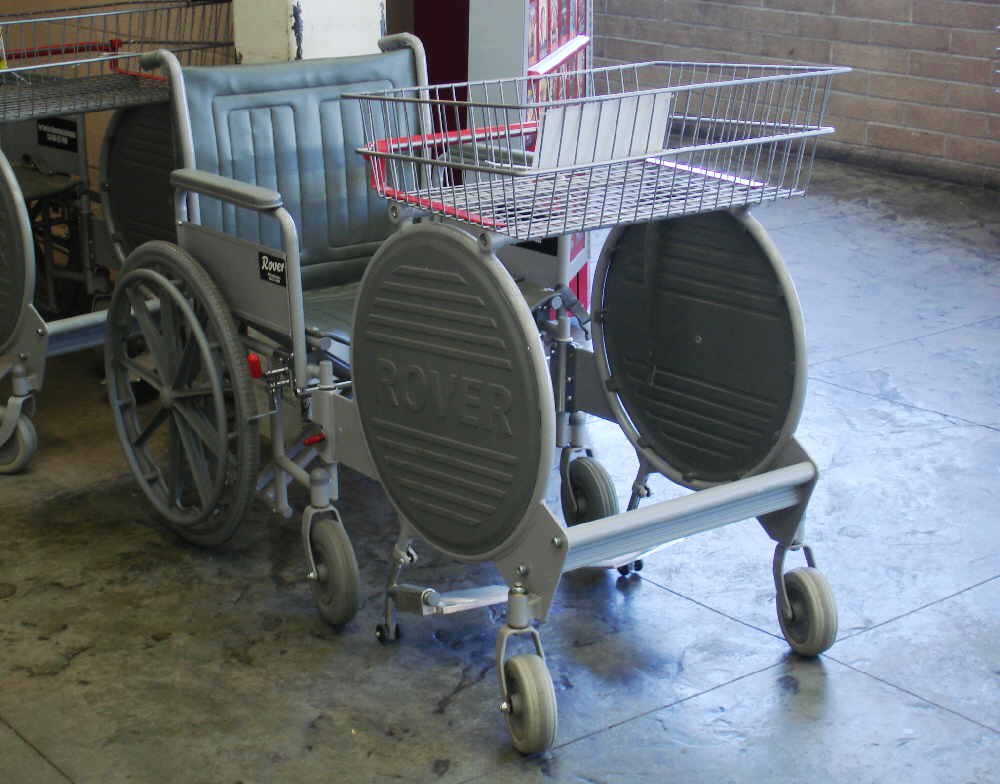
Chariot pour handicapé moteur.
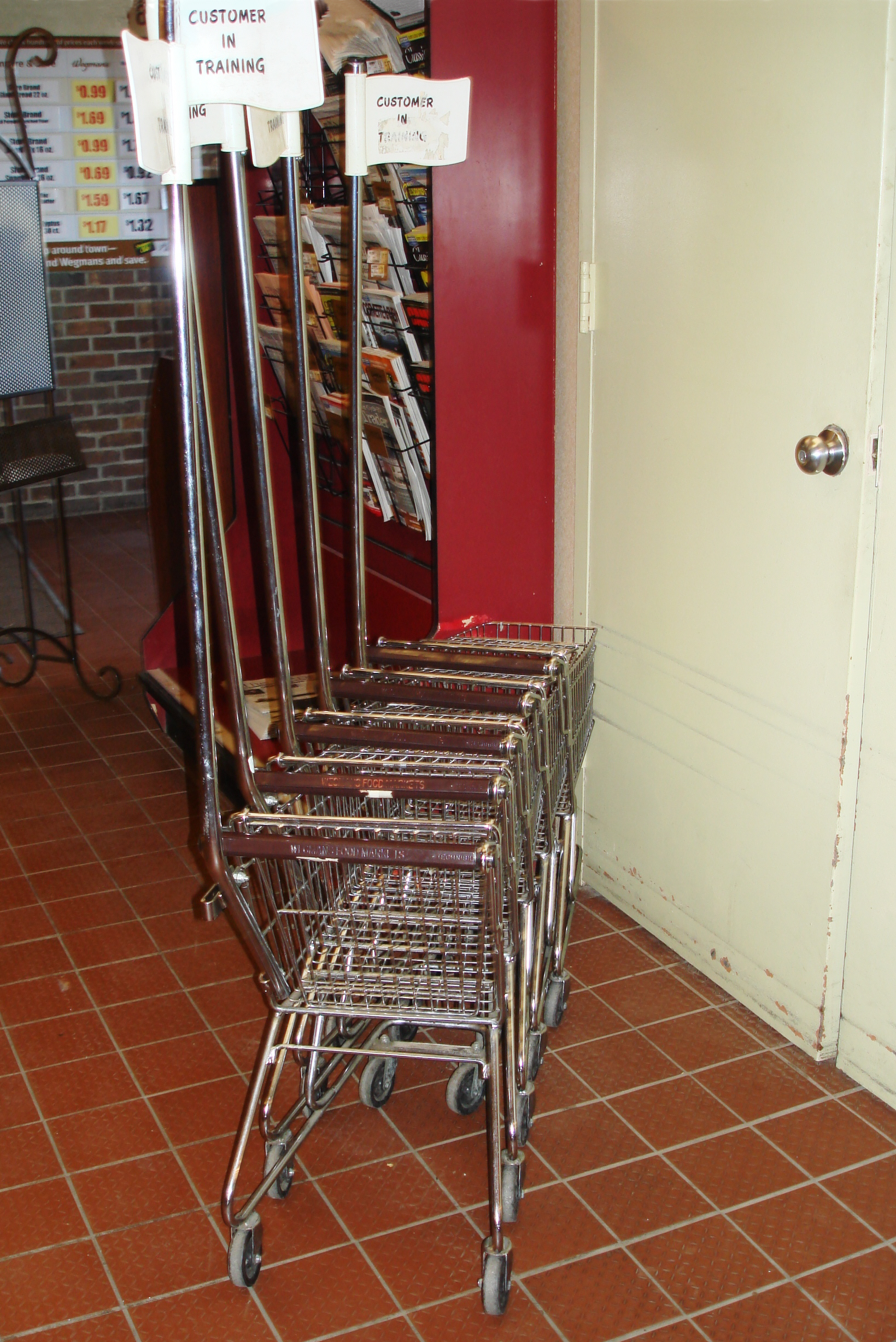
Chariots pour enfants.

## Détournement dans l'art, le design, la société et la critique de la consommation

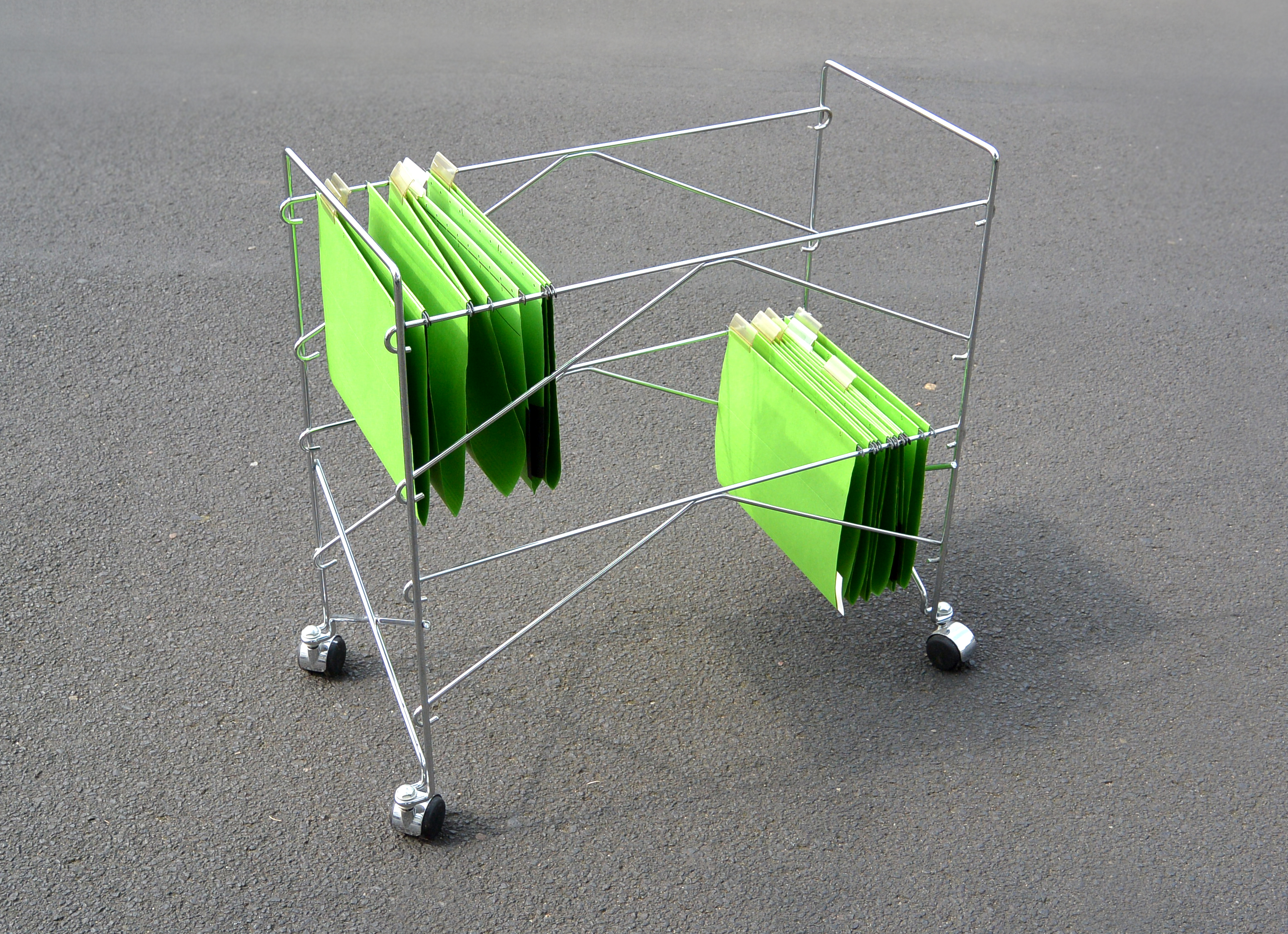
Dossier suspendu, conçu par Otl Aicher, fabriqué par Brüder Siegel, Leipheim.

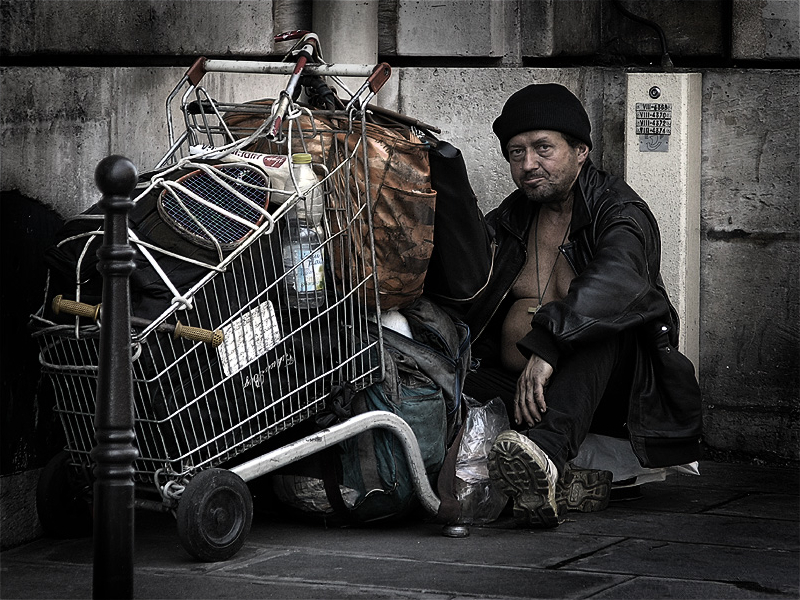
Sans-abri avec un chariot de supermarché transfonctionnalisé et transformé à Paris.

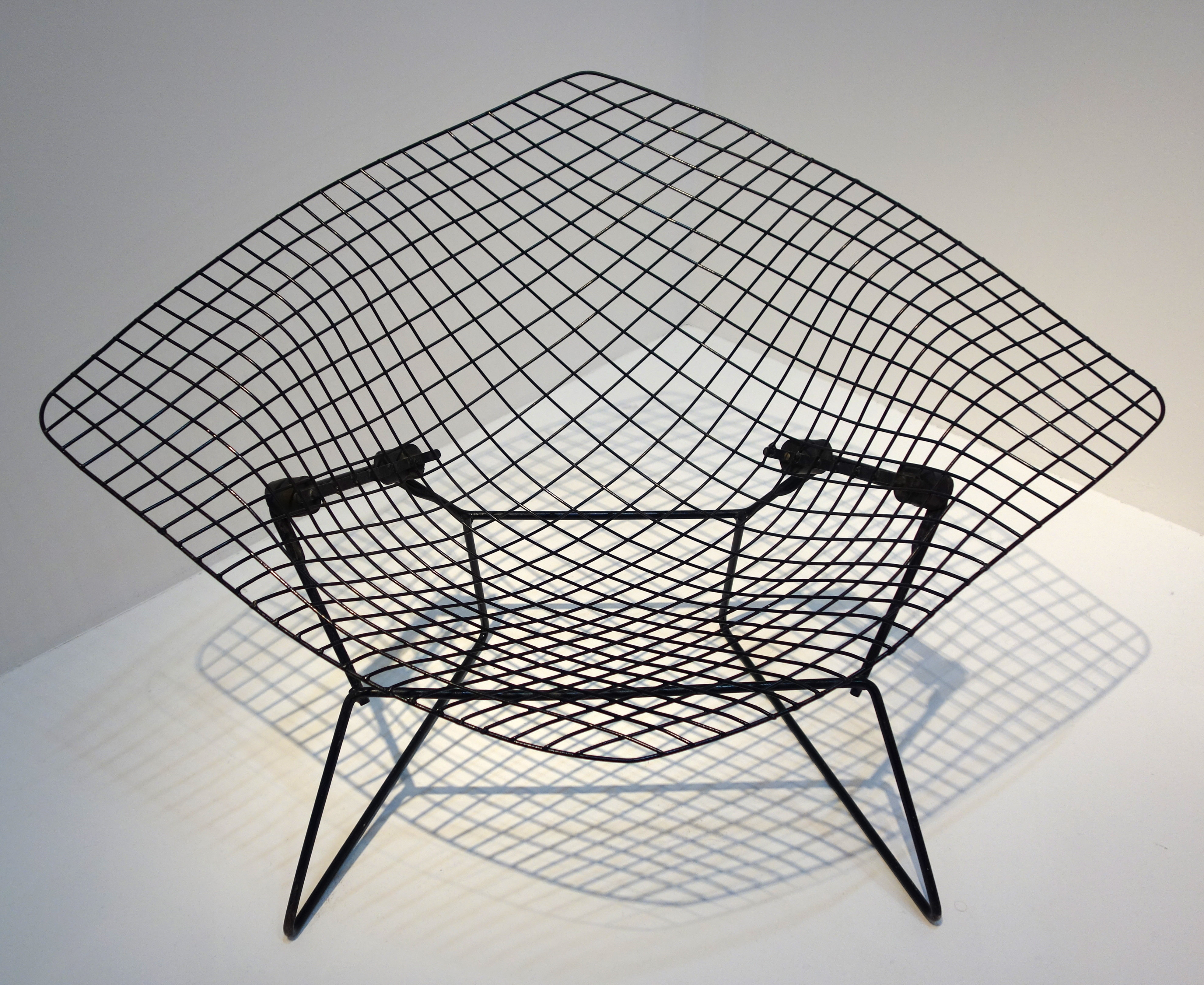
Diamond Chair de Harry Bertoia.

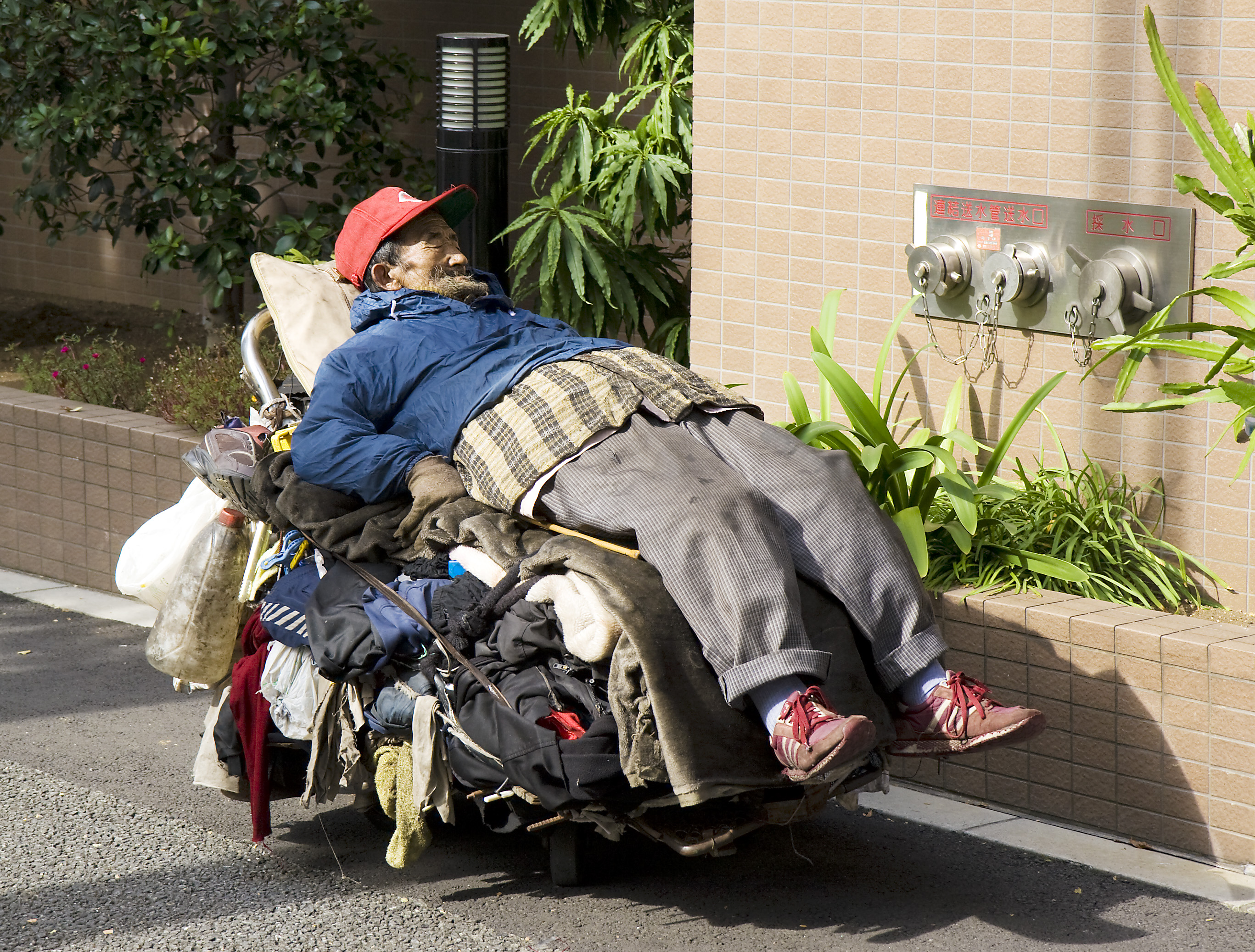
Sans-abri avec caddie transfonctionnalisé et transformé à Tokyo.

Les fabricants de chariots libre-service comme Caddie, Wanzl ou Brüder Siegel ont entretenu depuis le lancement du chariot libre-service sur le marché d'intenses relations commerciales réciproques, directes et indirectes, avec des artistes, des graphistes, des designers industriels et de mobilier comme Charles Eames, Harry Bertoia ou Verner Panton - non seulement pour le développement et l'amélioration de leurs propres chariots libre-service et articles de corbeille métallique, mais aussi à des fins publicitaires et de relations publiques. Olivier Mourgue, Otl Aicher, Stiletto et d'autres créateurs ont fait fabriquer des meubles en fil métallique ou des œuvres d'art par des fabricants de caddies.

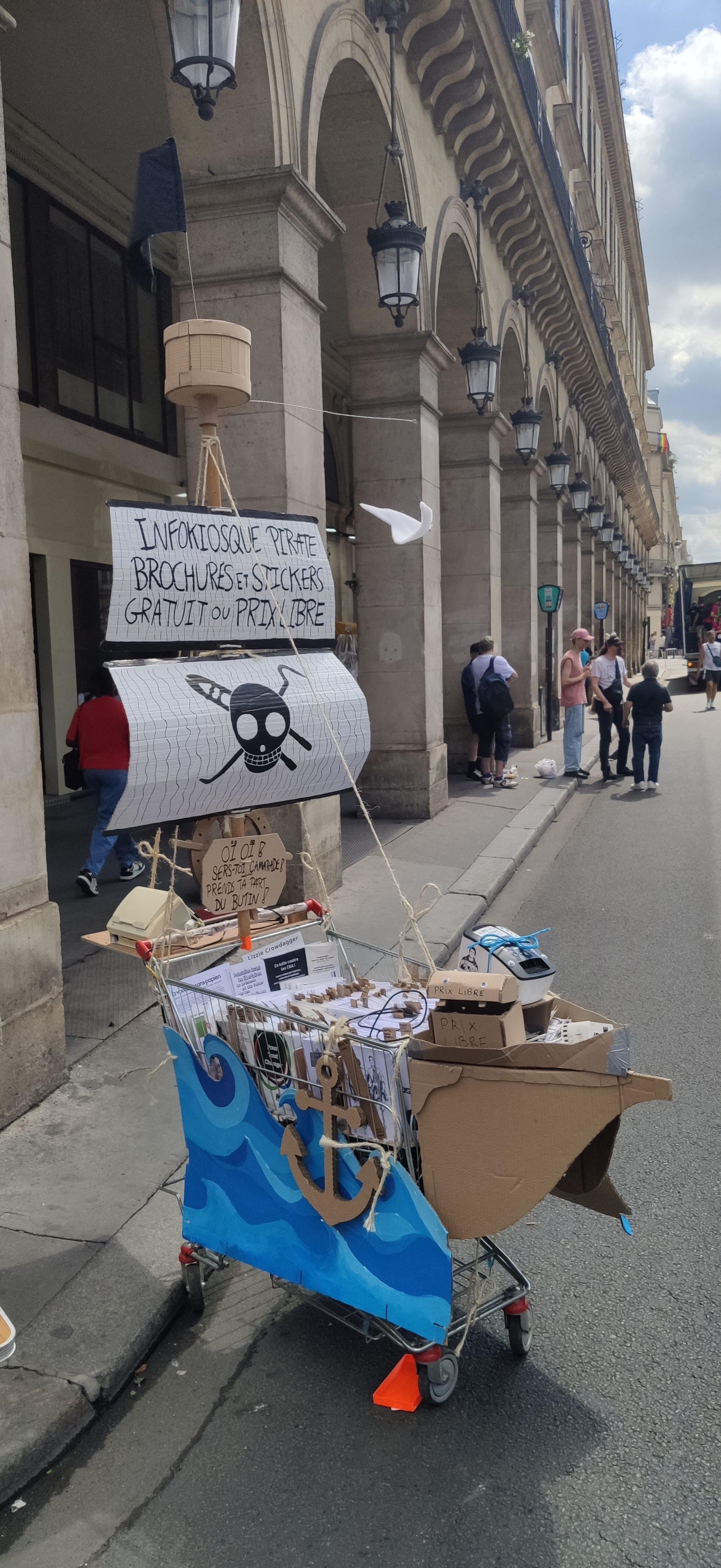
Un infokiosque mobile créé à partir d'un chariot de supermarché et décoré comme un bateau pirate.

L'une des thématisations les plus connues d'un chariot de supermarché dans l'art est la sculpture critique de la consommation « Supermarket Lady » de l'artiste américain du pop art, Duane Hanson, de 1970,.
En 1983, le « Ein-Mann-Künstlergruppe » (groupe d'artistes d'un seul homme) Stiletto Studio,s a détourné un chariot de supermarché « égaré » en le transformant en un fauteuil en fil de fer cantilever « renversé » selon le principe de l'objet trouvé,. En tant que simulation de design critique à l'égard du design et de la culture de consommation, l'œuvre intitulée ironiquement par Stiletto « Consumer's Rest Lounge Chair »,,, se référait au fait que les meubles en fil de fer d'Eames et de Bertoia étaient déjà des adaptations suresthétisées de l'apparition contemporaine des chariots de supermarché aux États-Unis et donc déjà eux-mêmes des récurrences au contexte révolutionnaire de la consommation du style international en architecture et en design,.
Les chariots d'achat qui sont, de loin, les plus nombreux à être volés, non restitués et abandonnés en dehors de leur lieu d'implantation, sont cependant détournés par des réutilisateurs et seconds utilisateurs occasionnels, sans aucune intention artistique ou de critique culturelle ready-made, comme solutions d'urgence - entre autres comme improvisations. (par exemple comme panier à linge), ou meuble nomade universel pour le mobilier des sans-abri, ou encore, au mépris du fait que les revêtements en zinc et en plastique des surfaces en fil métallique sont nocifs lorsqu'ils sont chauffés, comme barbecue ad hoc.